# 進藤均
進藤 均（しんどう ひとし、1972年 - ）は、日本の実業家。株式会社ゼネラルパートナーズ創業者・代表取締役社長、一般社団法人ソーシャルアントレプレナーズアソシエーション代表理事。

## 人物・経歴
1972年生まれ。立教大学社会学部卒業。大学卒業後、人材サービスを行なうインテリジェンスに勤務。
学生時代より起業家を志していたが、売上や規模拡大を単に目指す企業体ではなく、社会問題の解決を目的としたソーシャル・ビジネスで起業することを決意し、2003年に株式会社ゼネラルパートナーズを創業し、代表取締役社長に就任。民間初となる障害者雇用に特化した人材サービスを開始した。
創業から15年間で人材紹介事業や求人サイト事業を中心に、企業研修、トレーニング、農業による社会復帰事業（しいたけ生産）など、業界初となる障がい者事業、サービスを開発、運営し、のべ5,000社の企業に10,000人以上の雇用を実現させた。
2018年には社会起業家を支援する、一般社団法人ソーシャルアントレプレナーズアソシエーションを創設し、代表理事を務めるとともに、事業創造と人材育成に取り組んでいる
。